# Big Eight (Nährstoffe)
Bei den Big Eight (engl. „die großen Acht“) handelt es sich um die acht Nährstoffe, die unter bestimmten Voraussetzungen auf einer Lebensmittelverpackung anzugeben sind. Die Big Eight erweitern die vier sogenannten Makronährstoffe (Proteine, Fette, Kohlenhydrate und Ballaststoffe) und müssen angegeben werden, sofern man eines der Elemente aus den Big Eight hervorhebt bzw. angibt.

## Auflistung der Big Eight
Zu den Big Eight gehören die folgenden Nährstoffe in der angegebenen Reihenfolge:
- Brennwert
- Eiweiß (Proteine)
- Kohlenhydrate
- davon Zucker
- Fett
- davon gesättigte Fettsäuren
- Ballaststoffe
- Kochsalz